# Ittioterapia

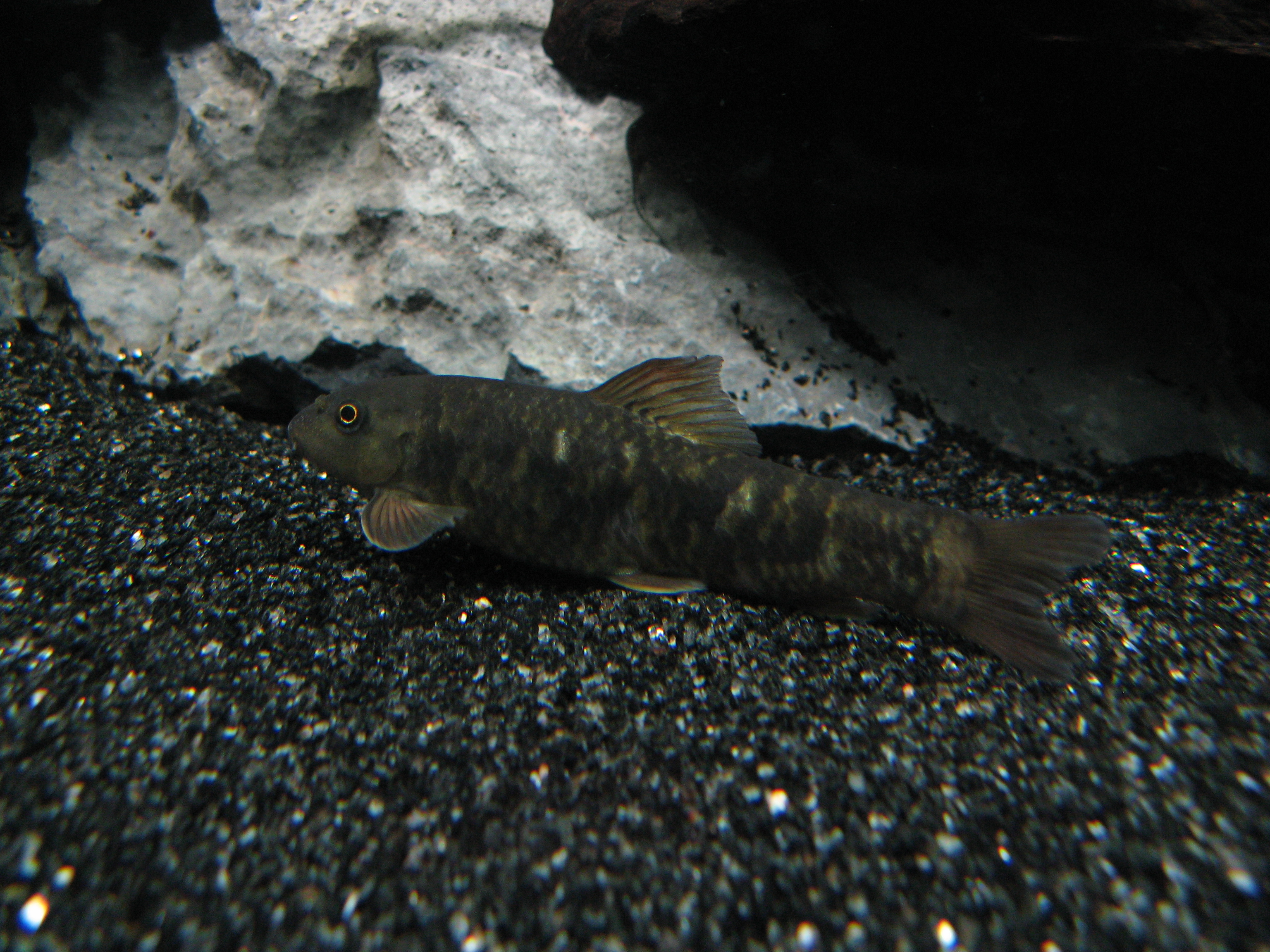
Il Garra rufa

L'ittioterapia (dal greco, "terapia con i pesci") è una pratica estetica e della medicina alternativa che prevede l'utilizzo di organismi marini o di acqua dolce per la pulizia della cute e nel trattamento di soggetti con malattie dermatologiche. Il nome di ittioterapia è stato coniato nel 2006, quando è stato pubblicato il primo studio controllato sull'uomo. 
La storia di questo trattamento nella medicina tradizionale è scarsamente documentata e la sua pratica non è immune da potenziali pericoli di infezioni.

## Storia

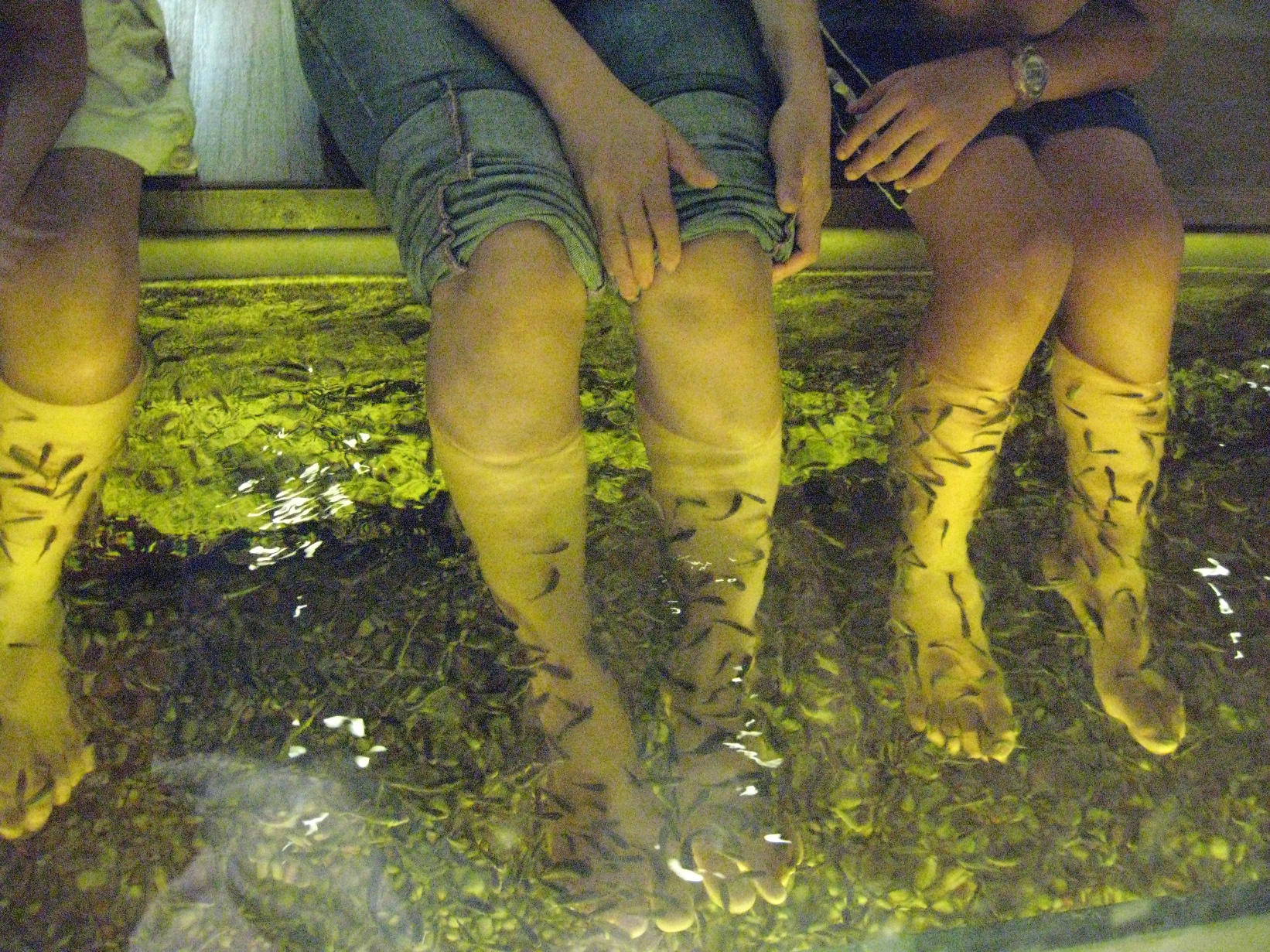
Una piscina per il trattamento di pedicure

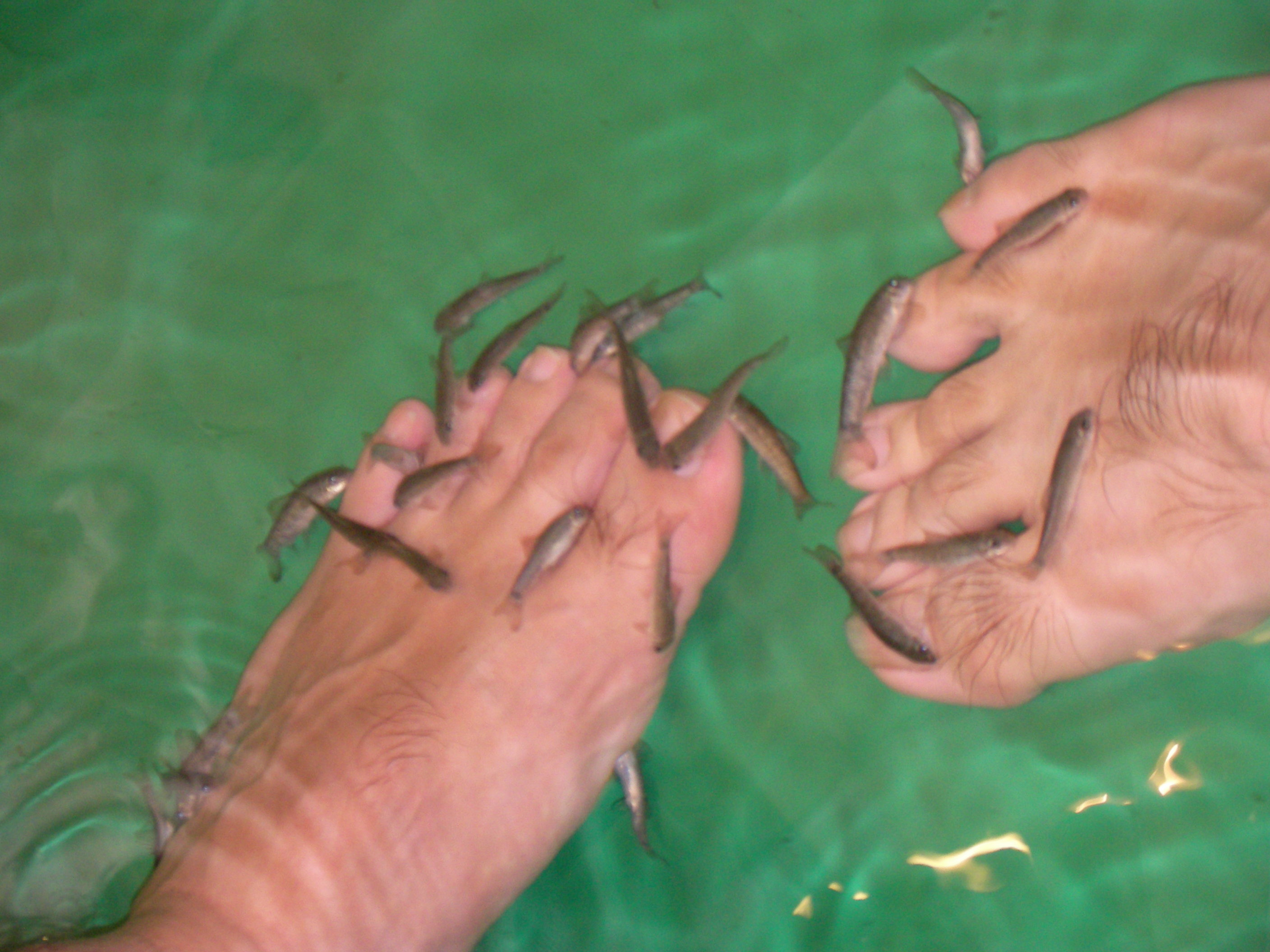
Il Garra rufa in azione

La forma più conosciuta di ittioterapia, utilizzata nel trattamento di malattie della pelle, coinvolge il Garra rufa, un piccolo pesce d'acqua dolce appartenente alla famiglia Cyprinidae, comunemente noto come pesce dottore o Pesce Nibble. Questa specie è diffusa in Medio Oriente, in particolare nelle acque dolci di Turchia, Siria, Giordania e bacino idrografico di Tigri ed Eufrate, dove può essere avvistato in fiumi, lagune, canali e stagni.
I benefici sono stati osservati nel lago di Kangal in Turchia dove esistono sorgenti d'acqua calda con temperatura dell'acqua fino a 36 °C, per questo motivo è chiamato anche Pesce Kangal. La specie è stata descritta nel 1843 da un biologo austriaco, Jakob Iogannon Haeckel; una caratteristica distintiva è il colore rosso vivo della pinna caudale.
Molte persone sofferenti di psoriasi e dermatiti hanno beneficiato del trattamento esfoliante, che prevede la permanenza del soggetto con dermatosi in stagni popolati dai pesci, lasciando che essi mangino le squame e la pelle morta delle zone colpite. Tale è diventata la popolarità del trattamento delle malattie della pelle che Kangal è diventato un luogo di cura dotato d'attrezzate strutture alberghiere.
In Turchia da tempo si è sviluppata una fiorente industria turistica che sfrutta la popolarità della terapia con il pesce Garra rufa, utilizzando gli stessi in piscine con acque termali di attrezzati hotel-resort per il trattamento sintomatico della psoriasi.
È noto, infatti, che questi pesci si nutrono della pelle desquamata (placche psoriasiche) senza intaccare aree sane, determinando un deciso miglioramento dello stato dei pazienti per sei mesi o più.
In diversi paesi è possibile importare da allevamenti i pesci per usi termali o medicali, previa conformità sanitaria della popolazione ittica importata.
In Turchia vige il divieto di esportazione del pesce dal paese, perché specie protetta; ciò malgrado, il pesce viene usato in cliniche austriache, tedesche e spagnole, nonché a Taiwan, Giappone, Singapore, Malaysia, Thailandia e Indonesia.

## Ricerche scientifiche
La prima segnalazione su una rivista scientifica della procedura è segnalata nel 1989 sul Lancet. Questo articolo, al suo apparire, ha suscitato un grande interesse nel pubblico e sono state poste diverse domande in merito al razionale scientifico della procedura.
La terapia che è stata sviluppata a Kangal, in Turchia, prevede la cura della psoriasi grazie all'immersione in pozze di acqua molto calda ad una temperatura che ha un range di 28 °C — 34 °C, con un pH di 7,0—7,4.
Peculiare in queste acque è la presenza endemica di una specie di ciprinidi (Garra rufa), che hanno l'abitudine di nutrirsi del tessuto cutaneo ipercheratosico favorendo il cleaning della lesione psoriasica.
La rimozione della pelle morta e l'effetto rilassante del bagno caldo, così come anche l'esposizione ai raggi UV (le pozze si trovano, infatti, a 1 600 metri s.l.m.), aiutano a favorire la guarigione dei sintomi cutanei.
Alcune fonti suggeriscono della presenza di un enzima, il ditranolo, secreto dai pesci durante il "mordicchiamento", ma il dato non trova conferma in letteratura. Pare invece che le acque di Kangal contengano un'alta percentuale di selenio, che potrebbe contribuire al risanamento delle lesioni cutanee.
La psoriasi, malattia autoimmune, difficilmente guarisce, tuttavia il trattamento con l'ittioterapia garantisce un grande beneficio almeno sui sintomi cutanei della malattia.
L'ittioterapia può essere considerata una variante della balneoterapia che fin dall'Ottocento ha avuto importanti riconoscimenti medici. Non sono noti completamente i meccanismi che permettono a questo approccio terapeutico di garantire benefici ai pazienti, in un ampio ventaglio di patologie specie dermatologiche: molto probabilmente entrano in gioco cause chimiche, termiche, meccaniche ed effetti immunomodulatori. Sicuramente la balneoterapia vanta un ruolo complementare nel trattamento della psoriasi, e non solo, dopo i classici trattamenti medici.
Nella psoriasi, in particolare, sono noti da tempo i vantaggi della talassoterapia, che sfrutta la capacità di guarigione di metodi naturali; cosa questa nota fin dall'antichità. Tra i metodi naturali della talassoterapia va contemplata la ittioterapia di alta quota del lago Kangal in Turchia.

### Studio controllato
Nel 2006 in Austria è stata condotta una ricerca sull'uomo in condizione controllate usando delle piscine artificiali con i pesci Garra rufa. In questo studio si sono valutate l'efficacia e la sicurezza dell'ittioterapia in associazione ai raggi UV in un'esposizione a breve termine usando anche il lettino per il trattamento della psoriasi in condizioni controllate. La ricerca ha esaminato 67 pazienti con psoriasi per un periodo di 3 settimane, sottoposti al trattamento in una struttura ambulatoriale durante il periodo 2000-2004. Per la valutazione dei risultati è stata usata una scala detta "Psoriasis Area Severity Index" (PASI).
I risultati sono stati: dei 67 pazienti studiati, 31 (46,3%) hanno raggiunto un punteggio PASI-75 (riduzione dei sintomi del 75%) e 61 pazienti (91%) hanno raggiunto almeno una riduzione dei sintomi pari ad un punteggio PASI-50. Inoltre, soggettivamente i pazienti nel 75% dei casi riferivano di aver avuto ricadute della sintomatologia cutanea nel tempo meno gravi. Il tutto senza alcuna segnalazione di eventi avversi significativi. I risultati di questa ricerca seppur limitati per casistica e metodica sono interessanti e suggeriscono come l'ittioterapia possa in futuro diventare una valida opzione terapeutica di trattamento per i pazienti con psoriasi.
Gli autori della ricerca suggeriscono tra i possibili meccanismi terapeutici della ittoterapia:
1. azione desquamante provocata da pesci, che preferiscono "rosicchiare" le aree ipercheratosiche della psoriasi,
2. azione degli UV (fototerapia) per la quota (1 600 m) della spa di Kangal,
3. la sommatoria dell'azione desquamante più i raggi UV che agirebbero senza incontrare lo schermo delle cellule morte,
4. la presenza di selenio ad alta concentrazione nelle acque di Kangal pari a (1,3 mg l−1) in acqua di sorgente calda,
5. l'azione rilassante dei due bagni giornalieri previsti e il conseguente miglioramento del benessere psicologico dei soggetti.

## Protocollo standard
Il protocollo di trattamento utilizzato comunemente nelle spa è molto semplice e facile da riprodurre.
1. Occorre prima di tutto lavare la parte con acqua per rimuovere tracce di prodotti chimici/cosmetici.
2. Immergere la parte da trattare per circa 30 minuti in vasche apposite dove si trovano i Garra rufa.
3. Applicare una comune crema idratante sulla parte malata.

## Rischi
La temperatura dell'acqua, necessaria per la sopravvivenza di questi pesci, è anche adatta per lo sviluppo dalla maggior parte degli agenti patogeni noti.
Alcune malattie che si trasmettono attraverso il sangue, come l'epatite C o con il virus HIV, potrebbero ragionevolmente essere diffuse sulla pelle con una piccola ferita o un taglio.
È importante, prima di accettare una nuova opzione terapeutica come vantaggiosa, considerare il fatto che essa non è stata autorizzata dalle competenti autorità sanitarie e che quindi ogni uso di essa comporta dei rischi non meglio conosciuti per la salute umana a fronte di possibili vantaggi da verificare. Ciò è particolarmente vero per la ittoterapia, anche in considerazione che nel tempo si sono sviluppati diversi tipi di trattamenti alternativi presso centri benessere non solo come una forma di pedicure e manicure, ma anche come pratica ittioterapica per trattamenti su tutto il corpo a fini medici più che estetici.
In Germania un documento di un'agenzia statale per il controllo dell'ambiente e la protezione animale vietano la possibilità di uccidere gli animali dopo il trattamento al fine di evitare la trasmissione di malattie contagiose e impongono per i pesci un periodo di quarantena tra un trattamento e un altro, assimilando questi alla pratica con le sanguisughe.
In Inghilterra la pratica non è vietata e così anche l'importazione dei pesci da allevamenti. Si ritiene che il rischio di trasmissione di malattie infettive sia molto basso, ma indagini mirate sono in corso.
Secondo una nota degli ispettori sanitari britannici del Health Protection Agency (HPA), il rischio di infezioni quali l'epatite e l'HIV è molto basso. Tuttavia tale pratica è controindicata alle persone diabetiche, soggette a psoriasi o con un debole sistema immunitario. 
La pedicure con i garra rufa è proibita in alcune parti degli Stati Uniti d'America e del Canada, essendo impossibile sterilizzare a fondo l'acqua e la vasca senza compromettere l'incolumità dei predetti. La Lega italiana per la lotta contro l'AIDS (LILA) ha smentito in maniera categorica la possibile trasmissione del virus HIV con questo mezzo .
In diversi stati americani la pratica è stata vietata.
Uno studio condotto a Bratislava in Slovacchia mette in relazione un episodio di mortalità di massa di Garra rufa, in un allevamento vivaio di pesci in Slovacchia, dovuto a Aeromonas sobria che si comporta come agente patogeno primario del Garra rufa. Questo agente patogeno potrebbe essere un fattore di rischio potenziale per i pazienti immunodeficienti o immunoincompetenti durante il trattamento di ittioterapia.